# Kapitan Sztorm i książę Wenecji
Kapitan Sztorm i książę Wenecji to książka Michała Morayne wydana w 2005 roku przez wydawnictwo Siedmioróg.